# Солодка жінка
«Солодка жінка» (рос. «Сладкая женщина») — російський радянський художній фільм 1976 року режисера Володимира Фетіна, за однойменною повістю Ірини Велембовської.

## Зміст
Ганна народилася у російській глибинці. Вона переїхала у велике місто, де завдяки своїй зовнішності у неї немає відбою від шанувальників і бажаючих влаштувати її життя. Та вона лише використовує людей, прагне до надмірного споживацтва, переживає про матеріальні блага більше, ніж про людей. Зрештою вона домагається всього і навіть знаходить коханого чоловіка. Та чи зможе вона його втримати?

## Ролі
- Наталя Гундарєва — Анна Александровна Доброхотова
- Світлана Карпінська — Лідія Миколаївна Дядькина
- Олег Янковський — Тихон Дмитрович Соколов
- Петро Вельямінов — Микола Єгорович Кушаков
- Римма Маркова — мати Анни Доброхотовой
- Георгій Корольчук — Ларик Шубкін
- Ніна Алісова — Раїса Іванівна Шубкіна, мати Ларіка
- Федір Никітин — Шубкин, отец Ларика
- Саша Григорик — Юра в дитинстві
- Радій Афанасьєв — член президії
- Людмила Єгорова — Клавдія
- Надія Михайлова — Уляна Петрівна Батурина

### В епізодах
- Лариса Буркова
- Лідія Колпакова
- Гренада Мнацаканова
- Віра Титова
- Валентина Чемберг
- Альберт Печніков
- М. Рябухін
- Г. Тимофієва
- В. Хотько

## Знімальна група
- Автор сценарію: Ірина Велембовська
- Режисер: Володимир Фетін
- Оператори: Семен Іванов, Володимир Ковзель
- Художник: Василь Зачиняєв
- Композитор: Василь Соловйов-Сєдой
- Текст пісень Гліба Горбовського
- Звукооператор: Геннадій Корховий

## Цікаві факти
- На роль головної героїні режисер затвердив свою дружину Людмилу Чурсіну, заради якої і затіяв зйомки цього фільму, але вона незабаром сама відмовилася участі в картині.
- Роль Анни стала першою головною роллю Наталії Гундаревої, що визначила її подальшу кар'єру в кіно, хоча спочатку вона відмовлялася навіть від кінопроб до цієї картини.
- На роль Тихона спочатку був запрошений Володимир Висоцький, з тріумфом пройшов проби, але потім відмовився через надзвичайну завантаженість в театрі.
- У фільмі звучить пісня «Мы с тобой два берега» на музику Андрія Ешпая і слова Григорія Поженяна. Для Анни винні всі, крім неї самої. Довгі роки все - мати, син, чоловік і колеги намагалися докричатися до неї, але вона живе на «іншому березі річки».

## Крилаті фрази з фільму
- Ты мне больше сладкого не покупай. Оно мне на фабрике осточертело. Я селедку лучше люблю.
- Вечером на хореографию хожу, ту-степь разучиваю.
- Ты хоть и неказистый, и хилый, а зато какие слова ласковые знаешь. И замашки такие приятные, без нахальства.
- Интересно, о чём ты сейчас думаешь? — А чего я думать-то буду? Ты разве всегда думаешь?
- К нам в общежитие всё равно ребят не пускают. Правда, в окошки лазают, но я лично… на втором этаже живу.
- Знаешь, как сейчас ВУЗ расшифровывается? — Как? — Выйти Удачно Замуж.
- Грубо себя ведешь, сладкая. Замечание тебе.
- Разве я виновата, что внушаю молодым любовь?! Другие женщины специально за этим на юг ездят.
- Искусство, девушки, насчет любви очень способствует.
- Какое счастье, что ты у нас инвалид войны оказался.
- Ещё чего, нахальство какое, это ж память… им, может, цены нет, а он сунет какую-нибудь пятерку.
- И так душа не на месте, лежишь тут, а полы ещё не циклёваны.